# 马克斯·米尔内
马克西姆·米卡拉耶维奇·米尔尼（1977年7月6日—），生於明斯克，白俄罗斯职业网球运动员，曾获得温布尔登网球锦标赛混合双打（1998年）、美国网球公开赛混合双打（1998年、2007年、2013年）/男子双打（2000年、2002年）和法国网球公开赛男子双打（2005年、2006年、2011年、2012年）冠军。